# Basil Maine
Basil Maine (* 4. März 1894 in Norwich (England); † 13. Oktober 1972 in Sheringham (England)) war ein englischer Musikkritiker, Komponist, Schriftsteller, Erzähler und Priester.

## Leben
Basil Maine studierte unter Edward Dent, Cyril Rootham und Charles Wood am Queens’s College in Cambridge. Nach dem Studium machte sich Basil Maine vor allem als Musikkritiker und Schriftsteller einen Namen. So verfasste er Kritiken für angesehenen Zeitungen The Spectator, The Daily Telegraph, The Morning Post und The Sunday Times. 1933 veröffentlichte er die erste umfassende Biographie über Edward Elgar, noch zu Lebzeiten und unter Mitarbeit des Komponisten.
Basil Maines theatralisches Talent in Kombination mit seiner musikalischen Ausbildung machte ihn zudem zu einem gesuchten Erzähler in modernen klassischen Kompositionen mit Sprechanteilen. So war Basil Maine der Erzähler in der Uraufführung von Arthur Bliss’ Sinfonie Morning Heroes im Jahr 1930. Ähnliche Rollen übernahm er in Aufführungen von Igor Strawinskys L’Histoire du soldat oder Arthur Honeggers Le Roi David. Darüber hinaus arbeitete er auch als Ansager für das BBC.
1939 wurde Basil Maine zum Priester geweiht und arbeitete in der Gemeinde Beaumont-cum-Moze.

## Bücher (Auswahl)
- Elgar: his Life and Works (1933)
- Chopin (1933)
- Our Ambassador King (1936)
- The Glory of English Music (1937)
- Franklin Roosevelt His Life And Achievement (1938)
- The BBC and its Audience (1939)
- New Paths in Music (1940)
- Basil Maine on Music (1945)
- Twang with our Music (1957)

## Kompositionen
- Two Irish Love Songs, für Stimme und Klavier (1920, verlegt von Oxford Music)
- Thou art my life, für Chor (1952, gewidmet der Erinnerung an König George VI. und verlegt bei Stainer & Bell)
- Action and Honour, für Orchester (1959, gewidmet Queen Elizabeth)
- Valse-Serenade, für Orchester (1963, gewidmet Prinzessin Margaret)
- Laud and Honour, für Orgel (1971)